# Calathea bracteosa
Calathea bracteosa là một loài thực vật có hoa trong họ Marantaceae. Loài này được Rusby mô tả khoa học đầu tiên năm 1927.